# Халіфа Абабакар
Халіфа Абабакар Ндіає (араб. خليفة أبوبكر; нар. 7 липня 1989, Сенегал) — катарський футболіст сенегальського походження, воротар.

## Життєпис
Народився 7 липня 1989 року в Сенегалі. Футбольну кар'єру розпочав 2008 року в катарському клубі «Аль-Харатіят». З 2015 по 2020 рік виступав за «Аль-Джаїш», «Ад-Духаїль», «Аль-Хор» та «Умм-Салаль». З 2021 року захищає кольори «Умм-Салаль».
Викликається до національної збірної Катару. Вперше до заявки збірної на матч потрапив 24 березня 2016 року на переможний (2:0) поєдинок кваліфікації чемпіонату свтіу проти Гонконгу, але просидів увесь поєдинок на лаві запасних.

## Титули і досягнення
- Володар Кубка Еміра Катару (1):

«Аль-Гарафа»: 2025